# Peter Husslein
Peter Wolf Husslein (* 27. Mai 1952 in Wien) ist ein österreichischer Gynäkologe. Von 1996 bis 2020 war er Vorstand der Universitätsklinik für Frauenheilkunde der 2004 ausgegliederten Medizinischen Universität Wien.

## Leben
Peter Husslein wurde als Sohn des Gynäkologen Hugo Husslein (1908–1985), Vorstand der II. Universitäts-Frauenklinik in Wien, und der Fachärztin für Gynäkologie Adelina Husslein geboren. Nach dem Lycée Français de Vienne besuchte er die Theresianische Akademie in Wien. Anschließend an die Matura 1970 studierte er Medizin an der Universität Wien, wo sein Vater damals Dekan war und Peter Husslein 1975 Sub auspiciis promovierte. Parallel dazu legte er die erste Diplomprüfung an der damaligen Hochschule für Welthandel, der späteren Wirtschaftsuniversität Wien, ab.
Nach der Dissertation folgte eine Facharztausbildung in Innsbruck, Salzburg und Wien. Er war ein halbes Jahr in Lomé, Togo als Gynäkologe und Geburtshelfer tätig und forschte fünfzehn Monate in den Vereinigten Staaten an der Cornell Medical School der Cornell University im Bundesstaat New York in einem Forschungslabor unter der Leitung von Anna-Riitta Fuchs. 1985 habilitierte er sich mit einer Arbeit über Die Bedeutung von Oxytocin und Prostaglandinen für den Geburtsmechanismus beim Menschen.
1992 wurde er zum ordentlichen Professor für Geburtshilfe und Gynäkologie und Leiter der I. Universitäts-Frauenklinik Wien berufen. Nach einer Neustrukturierung der Universitätsklinik für Frauenheilkunde wurde er 1993 Leiter der Abteilung für Geburtshilfe und Gynäkologie. Von 1996 bis 2020 war er Vorstand der Universitätsklinik für Frauenheilkunde der 2004 ausgegliederten Medizinischen Universität Wien. Er ist Herausgeber und Mitglied des Editorial Boards verschiedener wissenschaftlicher Zeitschriften wie beispielsweise Der Gynäkologe und Vorstandsmitglied der Österreichischen Gesellschaft für Gynäkologie und Geburtshilfe, der Österreichischen Gesellschaft für Prä- und Perinatalmedizin und der European Society for Infectious Diseases in Obstetrics and Gynaecology (ESIDOG) Österreich. Zudem ist er gerichtlich beeideter Sachverständiger. Zu seinen wissenschaftliche Schwerpunkten zählen Humangenetik, Wehenforschung und Frühgeburten.
Für die Funktionsperiode 2023 bis 2028 wurde er neben Eva Dichand, Christoph Huber, Sigrid Pilz und Thomas Zeltner Mitglied des Universitätsrates der Medizinischen Universität Wien.
Husslein ist mit Agnes Husslein verheiratet, mit der er zwei gemeinsame Kinder hat.

## Kritik
In mediale Kritik geriet das Ehepaar 2016, als seine Ehefrau die Rechnung für eine private Familienfeier im von ihr geleiteten Schloss Belvedere  umformulierte, damit der Ehemann sie von der Steuer absetzen konnte.

## Auszeichnungen
- 2003: Mitglied der Deutschen Akademie der Naturforscher Leopoldina[10]

## Publikationen
- 1981: Oxytocin and the initiation of human parturition.I. Prostaglandin release during induction of labor by oxytocin, gemeinsam mit Anna-Riitta Fuchs und Fritz Fuchs, American Journal of Obstetrics & Gynecology 141, pp. 688–693
- 1982: Chromosome abnormalities in 150 couples with multiple spontaneous abortions, gemeinsam mit Johannes Huber, P. Wagenbichler, W. Schnedl, Fertility and Sterility 37, pp. 379–383
- 1984: Die Bedeutung von Oxytocin und Prostaglandinen für den Geburtsmechanismus beim Menschen, Wiener klinische Wochenschrift 96 (Habilitationsschrift)
- 2001: Lehrbuch der Frauenheilkunde, Maudrich, Wien/München/Bern 2001, gemeinsam mit Gerhard Bernaschek, Johannes Huber, Ernst Kubista und Sepp Leodolter
  - Band 1: Gynäkologie, ISBN 978-3-85175-750-7
  - Band 2: Geburtshilfe, ISBN 978-3-85175-751-4
- 2006: Clinical practice evaluation of atosiban in preterm labour management in six European countries, gemeinsam mit LC Roura, J. Dudenhausen, H. Helmer, R. Frydman, N. Rizzo, D. Schneider, BJOG – An International Journal of Obstetrics and Gynaecology 113 (Supplementum 3), pp. 106–112
- 2016: Die Geburtshilfe, gemeinsam mit Henning Schneider und Karl-Theo M. Schneider, Springer, 5. Auflage 2016, ISBN 978-3-662-45063-5